# 瓦讷河畔泰伊
瓦讷河畔泰伊（法語：Theil-sur-Vanne，法語發音：[tɛj syʁ van]）是法国勃艮第-弗朗什-孔泰大区约讷省的一个旧市镇，属于桑斯区。2016年，瓦讷河畔泰伊与临近的2个市镇合并为新市镇莱瓦莱德拉瓦讷，瓦讷河畔泰伊为新市镇行政中心。

## 地理
瓦讷河畔泰伊（48°10'4"N, 3°25'46"E）面积11.55 平方千米，位于法国勃艮第-弗朗什-孔泰大區约讷省，该省份为法国中北部内陆省份，西接卢瓦雷省，西北接塞纳-马恩省，南至涅夫勒省，东临科多尔省，东北与奥布省接壤。
与瓦讷河畔泰伊接壤的市镇（或旧市镇、城区）包括：瓦讷河桥村、瑟里谢、沃莫尔。

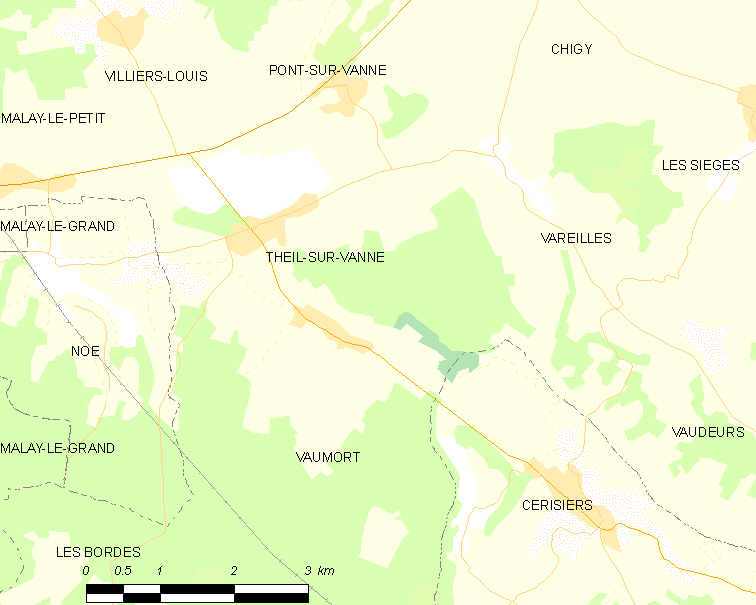
瓦讷河畔泰伊的OSM定位图

瓦讷河畔泰伊的时区为UTC+01:00、UTC+02:00（夏令时）。

## 行政
瓦讷河畔泰伊的邮政编码为89190、89320，INSEE市镇编码为89411。

## 政治
瓦讷河畔泰伊所属的省级选区为阿尔芒松河畔布列农县。

## 人口

1962-2008年间瓦讷河畔泰伊人口变化图示

瓦讷河畔泰伊于2018年1月1日时的人口数量为468人。